# Poturzyn (gmina)
Poturzyn – dawna gmina wiejska istniejąca do 1954 roku w woj. lubelskim. Siedzibą władz gminy był Poturzyn.
Gmina Poturzyn była jedną z 13 gmin wiejskich powiatu tomaszowskiego guberni lubelskiej. W 1919 roku gmina weszła w skład woj. lubelskiego. Była to najdalej na wschód położona gmina powiatu tomaszowskiego o silnie rozczłonkowanej granicy z powiatem hrubieszowskim (z gminami Mircze, Kryłów i Dołhobyczów).
Pod okupacją niemiecką włączona do powiatu hrubieszowskiego w dystrykcie lubelskim Generalnego Gubernatorstwa. Równocześnie administracja okupacyjna wyrównała silnie rozczłonkowaną granicę gminy Poturzyn z gminami Miętkie i Kryłów. Do gminy Poturzyn włączono w 1940 roku gromady Dąbrowa, Radostów, Wiszniów, Wiszniów Duży i Wiszniów Mały, położone w odległej odnodze gminy Miętkie (do 1936 w gminie Mircze) oraz gromadę Wereszyn, położoną w odległej odnodze gminy Kryłów. Utworzono też nową gromadę Witków-Kolonia. Równocześnie położone na samym południu gminy Poturzyn gromady Radków i Radków-Kolonia włączono do gminy Telatyn, którą także przeniesiono z powiatu tomaszowskiego do powiatu hrubieszowskiego, a położoną w dalekiej północnej odnodze gminy Poturzyn gromadę Wólka Poturzyńska włączono do gminy Dołhobyczów w powiecie hrubieszowskim.
Po wojnie powrócono właściwie do stanu administracyjnego sprzed wojny, a gmina Poturzyn wróciła do reaktywowanego powiatu tomaszowskiego. Spośród hitlerowskich zmian administracyjnych jedynie gromady Radków i Radków-Kolonia pozostały w gminie Telatyn, natomiast gromada Wereszyn nie powróciła do gminy Kryłów, lecz włączono ją do gminy Dołhobyczów. Zniesiono też gromady Nowosiółki-Kolonia, Wasylów-Kolonia i Witków-Kolonia. Według stanu z dnia 1 lipca 1952 gmina składała się z 8 gromad: Marysin, Nowosiółki, Poturzyn, Suszów, Wasylów, Witków, Wólka Poturzyńska i Żabcze.
Gmina została zniesiona 29 września 1954 roku wraz z reformą wprowadzającą gromady w miejsce gmin. Jednostki nie przywrócono 1 stycznia 1973 roku po reaktywowaniu gmin.